# Nord Stream

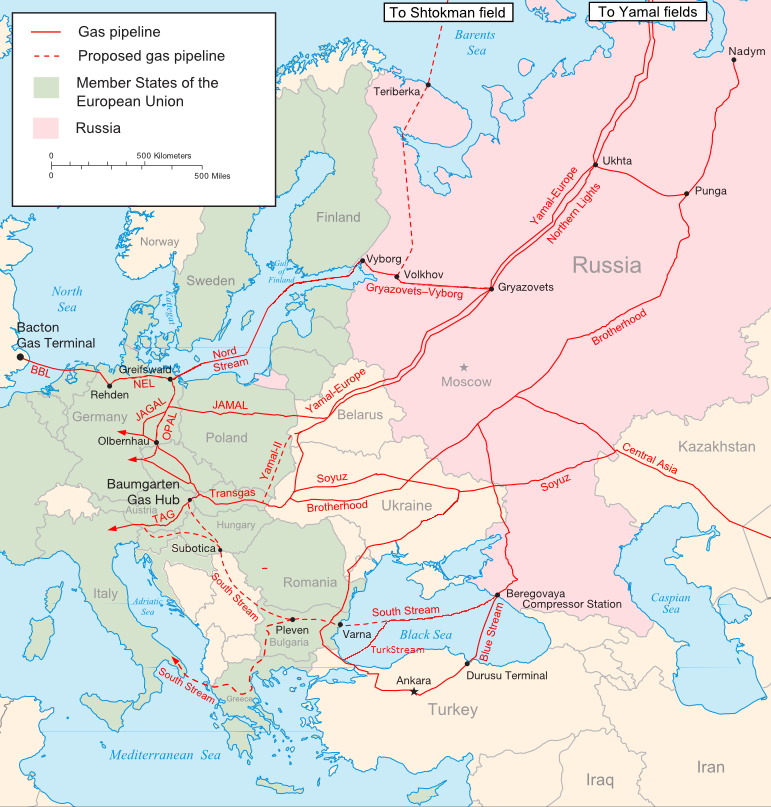
Mapa general de los gasoductos que unen Rusia con la Unión Europea.

Nord Stream (nombres antiguos: North Transgas y Gasoducto europeo del Norte; también conocido como el Gasoducto Ruso-Alemán, Gasoducto del Mar Báltico, en ruso: Северный поток (Severnyy potok), en alemán: Nordeuropäische Gasleitung) es el nombre genérico que designa dos gasoductos de gas natural que cruzan el mar Báltico desde Rusia hasta Greifswald en Alemania. El Nord Stream 1, inaugurado en 2012, parte de Víborg mientras que el Nord Stream 2, cuya construcción terminó en 2021, parte de Ust-Luga (óblast de Leningrado). A veces el término Nord Stream incluye también el gasoducto de alimentación terrestre en Rusia y conexiones en Europa Occidental. Mientras estuvo en operación, Nord Stream 1 fue uno de los gasoductos más importantes del mundo. En 2018 transitaron por él un 16% de todas las importaciones europeas de gas natural.
La construcción de estos gasoductos fue combatida por los gobiernos de varios países. Los Estados Unidos se opusieron por miedo a que le diese a Rusia influencia sobre Europa, hasta el punto que la administración Biden amenazó al gobierno alemán con un deterioro de sus relaciones si autorizaba la puesta en funcionamiento de Nord Stream 2. Polonia veía como una amenaza geoestratégica que Alemania dependiese de Rusia para su energía mientras que Ucrania se oponía porque Nord Stream mermaría el flujo de gas ruso por los gasoductos ucranianos y por tanto las tarifas de tránsito.
El gobierno de Olaf Scholz paralizó la puesta en funcionamiento del Nord Stream 2 en septiembre de 2021 y la bloqueó indefinidamente a raíz de la invasión rusa de Ucrania en febrero de 2022.
El 26 de septiembre de 2022, dos atentados con explosivos reventaron un tubo del Nord Stream 2 y los dos tubos del gasoducto, que quedó inmediatamente inutilizado.

## Nord Stream 1

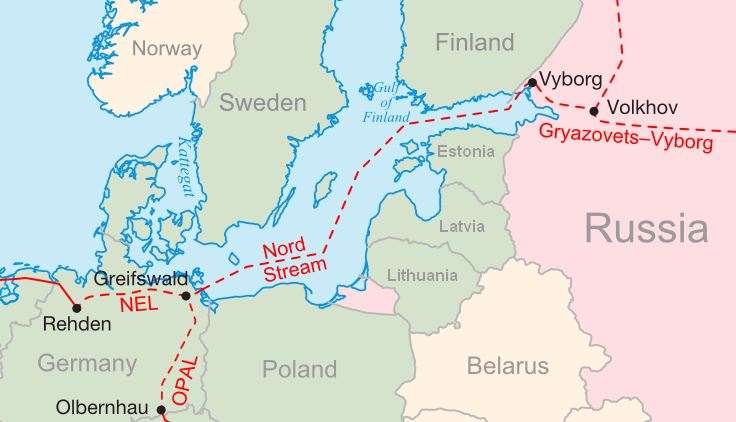
Localización del gasoducto Nord Stream 1.

El gasoducto incluye dos ramales paralelos, cada uno con 1224 km de longitud, 1150 mm de diámetro interno y 22 MPa (220 bares) de presión. El primer ramal empezó a construirse en abril de 2010, fue completado en junio de 2011 e inaugurado el 8 de noviembre de 2011 por la canciller alemana Angela Merkel y el presidente ruso Dmitri Medvédev. El segundo ramal empezó a construirse en mayo de 2011 y se terminó en abril de 2012. El transporte de gas a través de la segunda línea se inició en octubre de 2012.
Nord Stream 1 tiene una capacidad anual total de 60 mil millones de m³ de gas.
El consorcio encargado de la construcción y operación es Nord Stream AG, presidido por el ex-canciller alemán Gerhard Schröder, respaldado por los gobiernos de Alemania y Rusia.